# OS X 10.9
OS X Mavericks – dziesiąte główne wydanie systemu operacyjnego dla komputerów Mac tworzonego przez Apple. Jest to pierwsza wersja występująca pod nową nazwą nawiązującą do surfingu. Jest to pierwszy OS X oferowany w App Store jako darmowa aktualizacja.

## Nowe funkcje
- iBooks – sklep z ebookami
- Maps – mapy i nawigacja
- Calendar – nowy kalendarz
- Safari 7 – nowa przeglądarka internetowa
- iCloud Keychain
- Multiple Displays – obsługa wielu monitorów
- Notifications – rozbudowane powiadomienia
- Finder Tabs
- Tags
- Timer Coalescing
- App Nap
- Safari Power Saver
- iTunes Radio
- iTunes HD Playback Efficiency
- Compressed Memory
- Xcode 5
- Energy Saving
- Sprite Kit
- Map Kit
- Website Push Notifications

## Wymagania minimalne
- EFI: 64 bit
- procesor: Intel Core 2 Duo, Intel Core i5, Intel Core i7 lub Xeon
- karta graficzna: Intel Graphics HD4000, NVidia GeForce 8600, 9400 lub lepsza
- pamięć RAM: 2 GB
- dysk twardy: wolne 8 GB
- system operacyjny: Mac OS X 10.6.8 Snow Leopard lub nowszy
- dostęp do internetu w celu pobrania z Mac App Store

## Obsługiwane komputery
- iMac (z połowy 2007 r. lub nowsze)
- MacBook (aluminiowy, z końca 2008), (biały, z początku 2009 lub nowsze)
- MacBook Pro 13 (z początku 2009 r. lub nowsze)
- MacBook Pro 15 i 17 (z połowy/końca 2007 r. lub nowsze)
- MacBook Air (z końca 2008 r. lub nowsze)
- Mac mini (z początku 2009 r. lub nowsze)
- Mac Pro (z początku 2008 r. lub nowsze)
- Xserve (z początku 2009 r.)

## Nieobsługiwane komputery
- wszystkie z Intel GMA 950 i X3100
- wszystkie z ATI Radeon X1600
- MacBook do 2008 (oznaczenia: MB061*/B, MB062*/B, MB063*/B, MB402*/A MB403*/A MB404*/A, MB402*/B)
- Mac Mini do 2007 (oznaczenia: MB138*/A, MB139*/A)
- iMac do 2007(oznaczenie: MA710xx/A)
- MacBook Air pierwszej rewizji (oznaczenie: MB003LL/A)
- Mac Pro 1,1 i 2,1

## Cena i licencjonowanie
System jest dostępny w App Store od 22 października 2013 bez dodatkowych kosztów jako aktualizacja obecnego OS X zainstalowanego na komputerze Mac.
Wersja OS X 10.9 Server kosztowała 39,99 $ (lub 19,99 $ dopłaty do zwykłej wersji). Od 24 października 2013 r. system jest dostępny do pobrania za darmo w App Store.

## Program aktualizacji Up-to-Date
Planowany jest bezpłatny program aktualizacji Up-To-Date dla osób, które kupią Macintosha ze starszym systemem. W ramach programu klient otrzymuje jedną licencję na każdy zakupiony komputer.